# Bismarckturm (Augsburg)
Der Augsburger Bismarckturm steht westlich der Stadt auf dem Steppacher Berg in Steppach (Neusäß) oberhalb der B 300 (Landkreis Augsburg, Bayern).
Bismarck-Denkmäler wurden seit 1868 zu Ehren des 1890 entlassenen ersten deutschen Reichskanzlers Fürst Otto von Bismarck an vielen Orten des damaligen Deutschlands, in den ehemaligen Kolonien sowie auf allen Kontinenten errichtet. Der Augsburger Bismarckturm folgt dem Einheitsentwurf Götterdämmerung, mit dem der Architekt Wilhelm Kreis 1899, ein Jahr nach Bismarcks Tod, einen Wettbewerb der Deutschen Studentenschaft gewann. Damit ist auch dieser Turm, von individuellen Ausprägungen abgesehen, praktisch baugleich mit 47 anderen Bismarcktürmen bzw. Bismarcksäulen.
Der Turm steht auf Neusässer Stadtgebiet. Die Stadt Augsburg ist Eigentümer des Turms und des umgebenden Geländes. Der Erholungsgebieteverein Augsburg e. V. ist für die Unterhaltung und Sanierung des Turms verantwortlich.

## Geschichte des Turms
Die feierliche Grundsteinlegung für Schwabens einzigen Bismarckturm fand am 4. August 1901 statt. Nach vier Jahren Bauzeit war der rund 20 Meter hohe Turm in Form einer wuchtigen Feuersäule aus Uracher Tuffstein fertiggestellt. Ursprünglich trug der Turm eine eiserne Flammenschale, in der bei der Einweihung am 3. September 1905 ein gewaltiges Feuer brannte. Ab 1911 wurde der Turm alljährlich zu Bismarcks Geburtstag am 1. April befeuert.
Im Zweiten Weltkrieg wurde der Bismarckturm als Luftraumbeobachtungs- und Flakturm zweckentfremdet. Vermutlich wurde in dieser Zeit auch die Flammenschale entfernt. Der Turm überstand den Krieg nahezu unbeschadet. Von 1939 bis 1947 und von 1957 bis 1983 war der Turm für die Öffentlichkeit geschlossen.
1981–1983 wurde der Turm komplett saniert. 2005 wurde der 100. Geburtstag des Bismarckturms in Neusäß-Steppach gefeiert.

## Erwähnenswertes

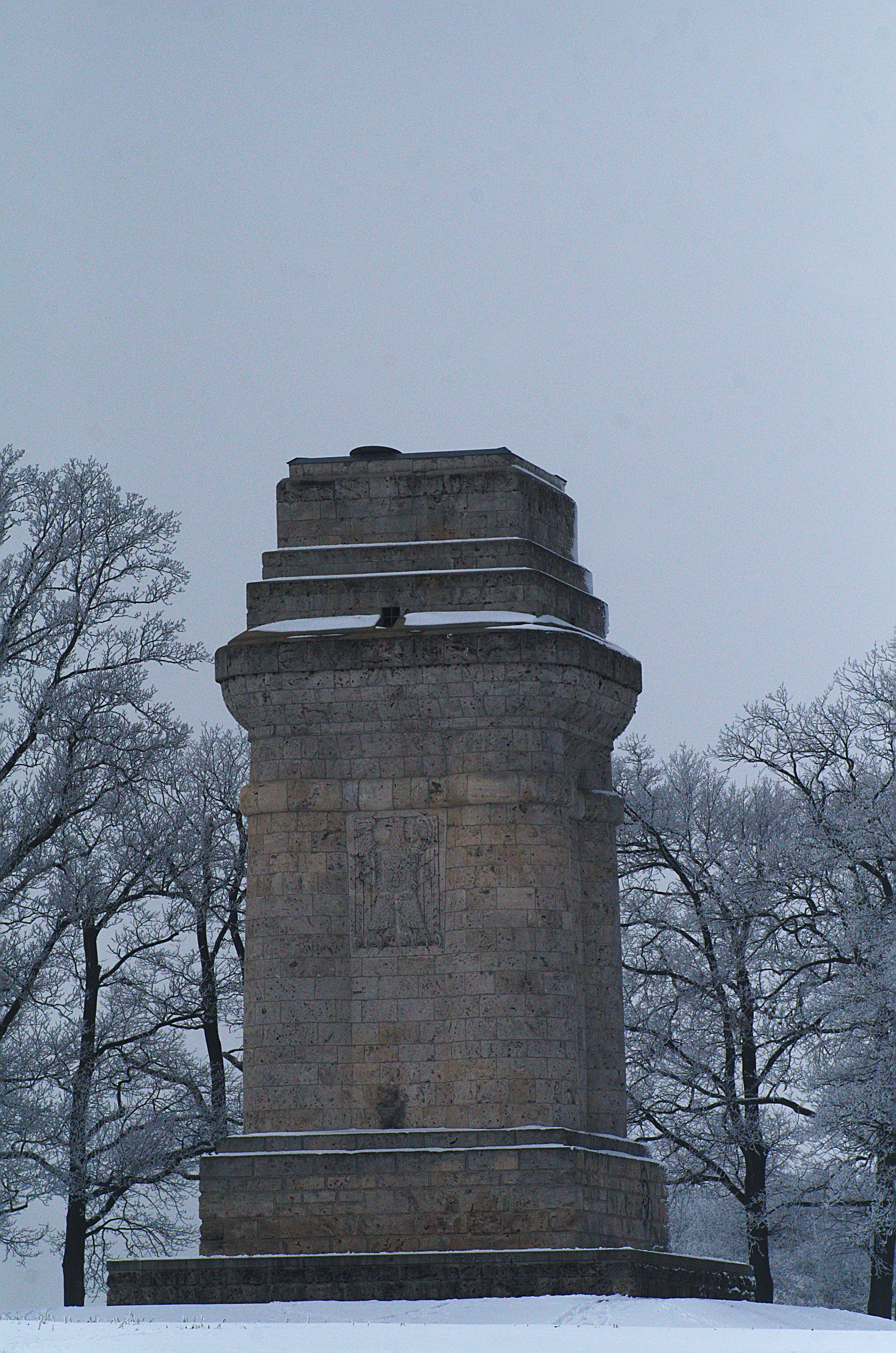
Der Bismarckturm im Winter mit Blick auf das Wappen

Jährlich an Silvester versammeln sich viele Menschen rund um den Bismarckturm, um das neue Jahr mit Sekt und Feuerwerk und grandiosem Blick auf Augsburg zu begrüßen.
Der östliche Hang unterhalb des Turms ist als Rodelhang sehr beliebt. Seit vor vielen Jahren die Umgehungsstraße B 300 eröffnet wurde, die den Hang durchzieht, hat der Rodelhang etwa ein Drittel seiner Länge eingebüßt. Vor dem Straßenbau gab es dort sogar einen kleinen Skilift.
Der Turm ist vom 1. April bis zum 31. Oktober täglich von 09 bis 19 Uhr geöffnet (Stand: 2019).
Ein Trinkwasserbrunnen steht den Besuchern zur Verfügung.
Am ersten Juliwochenende findet jährlich ein Bismarckturmfest statt.

## Inschrifttafel

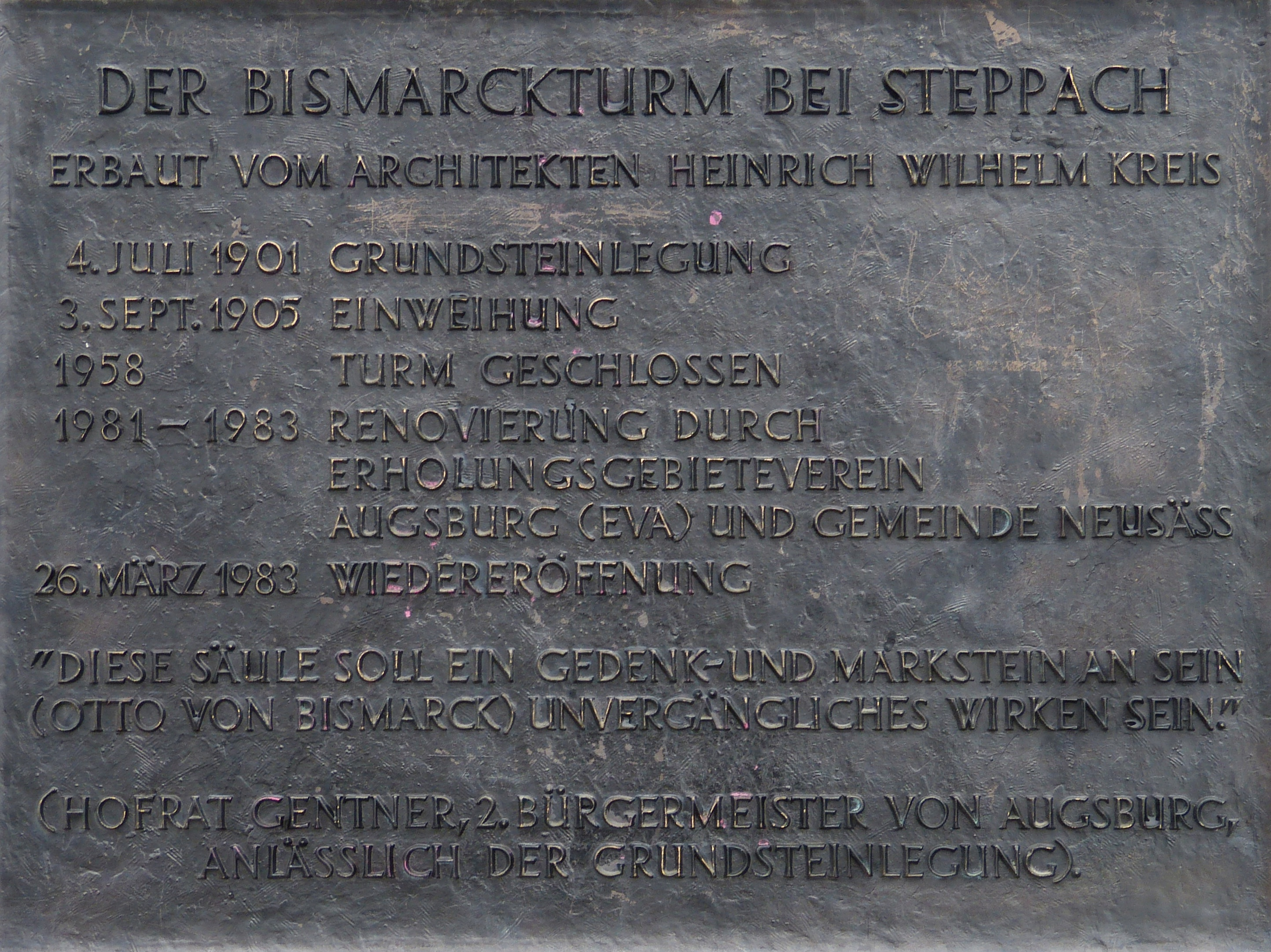
Inschrifttafel

Der Turm trägt eine metallene Tafel mit der folgenden Inschrift, bei der jedoch das Datum der Grundsteinlegung statt am 4. August mit 4. Juli angegeben ist:
| DER BISMARCKTURM BEI STEPPACH Erbaut vom Architekten Heinrich Wilhelm Kreis 4. Juli 1901 Grundsteinlegung 3. September 1905 Einweihung 1958 Turm geschlossen 1981–1983 Renovierung durch Erholungsgebieteverein Augsburg (EVA) und Gemeinde Neusäss 26. März 1983 Wiedereröffnung "Diese Säule soll ein Gedenk- und Markstein an sein (Otto von Bismarck) unvergängliches Wirken sein" (Hofrat Gentner, 2. Bürgermeister von Augsburg, anlässlich der Grundsteinlegung). |

## Galerie

Das Reichsadlerrelief mit Bismarckwappen auf der Ostseite
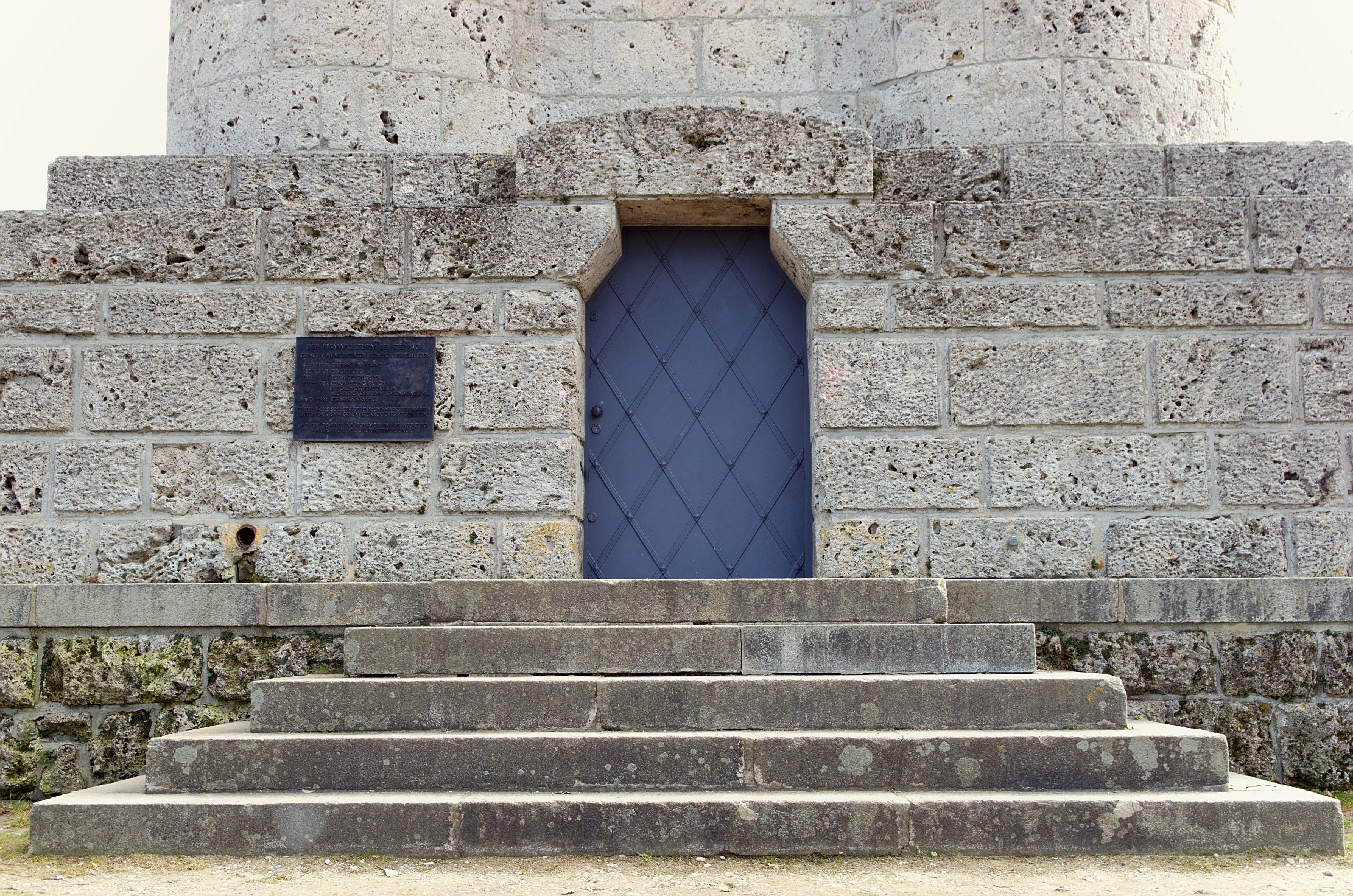
Der Eingang auf der Westseite mit Inschrift-Tafel
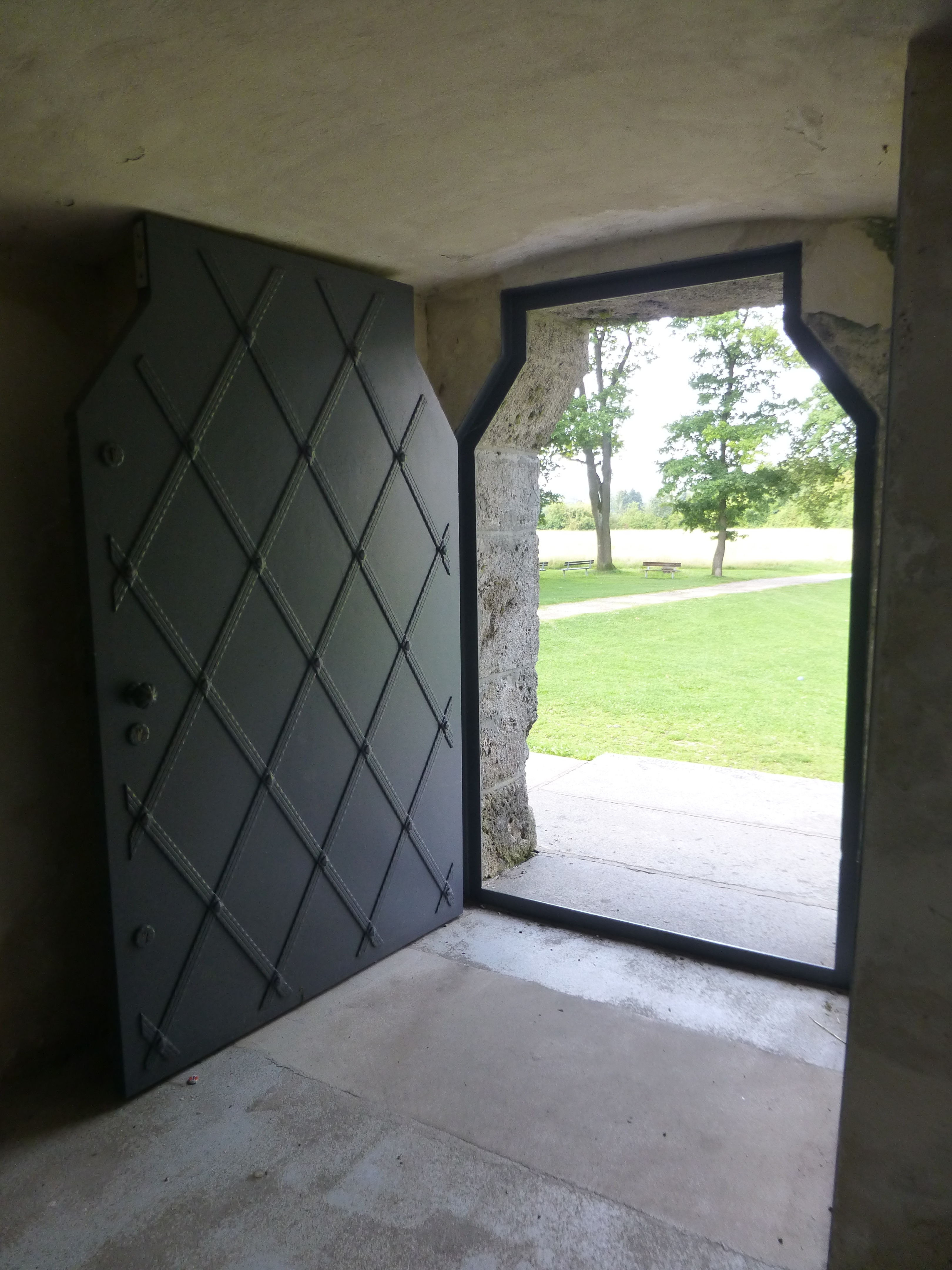
Blick vom Eingang nach draußen
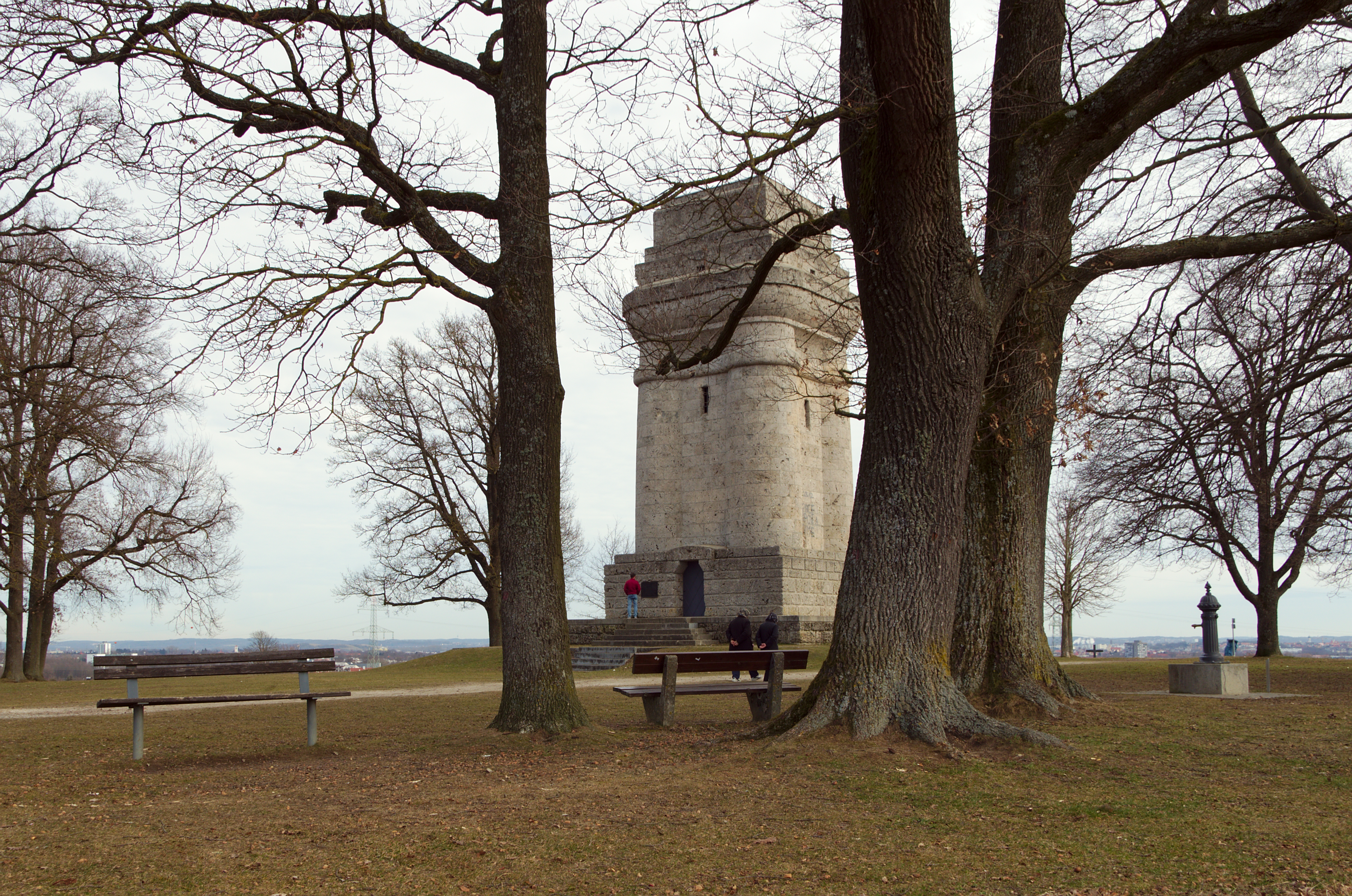
Rechts im Bild ist der Trinkwasserbrunnen zu erkennen der für Besucher Wasser spendet
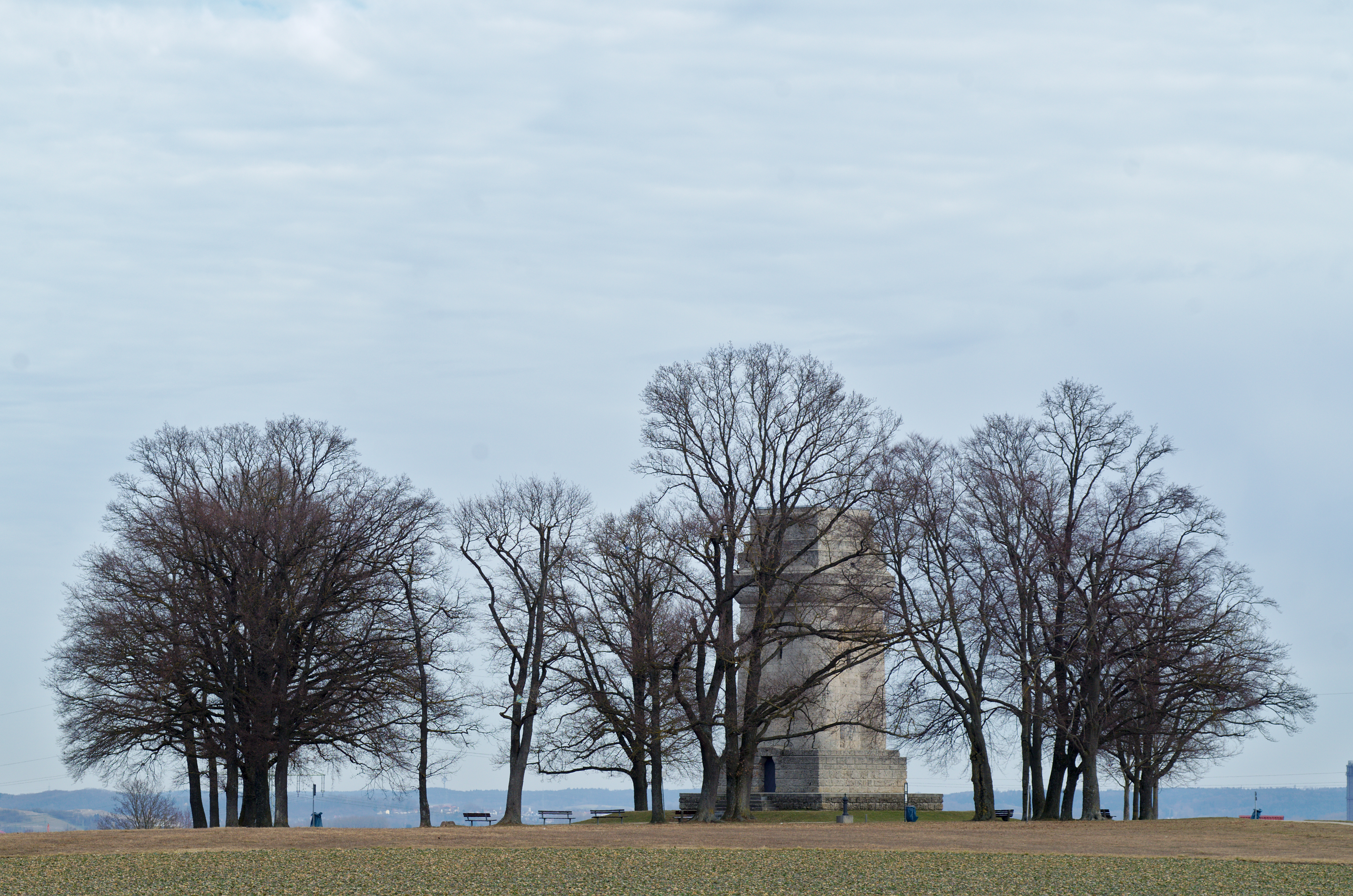
Blick aus Südwesten auf das gesamte Gelände.
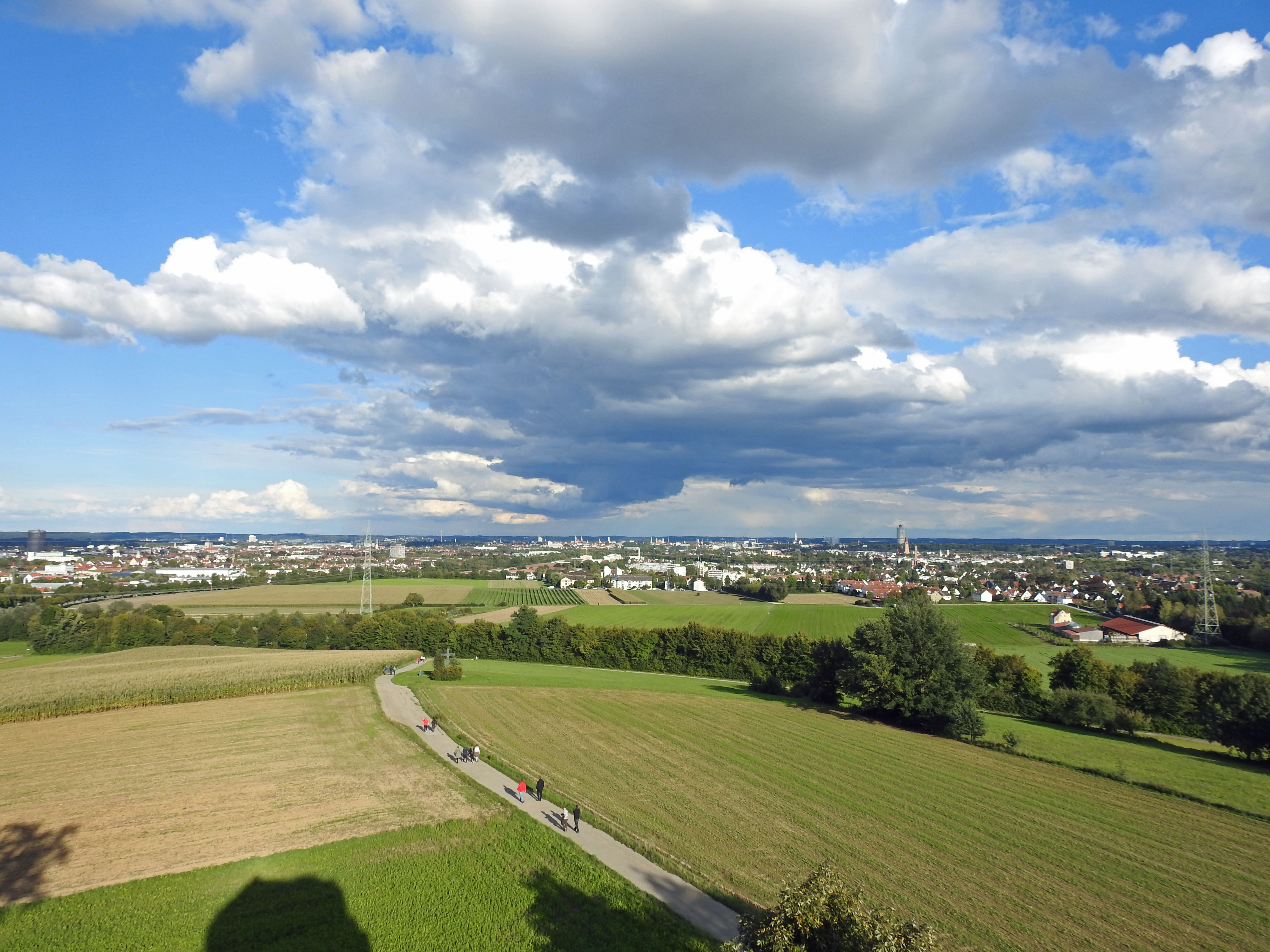
Augsburg von Westen vom Bismarckturm aus